# Montiopsis potentilloides
Montiopsis potentilloides är en källörtsväxtart som först beskrevs av Barnéoud, och fick sitt nu gällande namn av D.I. Ford. Montiopsis potentilloides ingår i släktet Montiopsis och familjen källörtsväxter. Inga underarter finns listade i Catalogue of Life.